# Березовський Ігор Олегович
І́гор Оле́гович Березо́вський (нар. 24 серпня 1990, Кіровоград, СРСР) — український футболіст, воротар.

## Біографія
Професіональну кар'єру почав в клубі другої української ліги, «Олімпіку» (Кіровоград), який вже через рік був перейменований в «Зірку», однак за нову команду 18-річний воротар зіграв лише одну гру.
Влітку 2010 року Ігор переїхав до Києва, де підписав контракт з прем'єрліговою «Оболонню». На заміну Березовському в «Зірку» з «Оболоні» відправився Андрій Товт. Дебютував в Прем'єр-лізі Березовський 9 квітня 2011 року в грі проти донецького «Шахтаря» в Донецьку, вийшовши на заміну на 75-й хвилині замість травмованого Олександра Рибки і зберіг ворота «сухими». Матч закінчився сенсаційною перемогою «пивоварів» з рахунком 1:0.
Взимку 2012 22-річний воротар відправився на перегляд до клубу Прем'єр Ліги Англії, «Сток Сіті», однак контракт с клубом не підписав.
19 лютого 2013 року, Березовський у своєму Твіттері написав про підписання контракту з польською «Легією». В тому сезоні варшавська команда з Березовським у складі виграла національний кубок та чемпіонат, проте Ігор на поле так жодного разу і не вийшов, програвши конкуренцію основному голкіперу команди Душану Куцяку.
В липні 2013 року підписав контракт за схемою 3+1 з бельгійським «Льєрсом». 16 січня 2015 року перейшов в оренду до клубу другого дивізіону чемпіонату Бельгії «Сінт-Трейден» до кінця сезону 2014/15. 
Влітку того ж року на правах вільного агента футболіст перейшов до німецького «Дармштадту», де на той час вже перебували українці Артем Федецький і Денис Олійник.. 

## Збірна
З 2010 по 2012 рік викликався до складу молодіжної збірної України.
2012 року був покликаний тренером Павлом Яковенком для гри в українській молодіжній збірній на Кубку Співдружності, на якому зіграв у чотирьох матчах, ставши разом зі збірною бронзовим призером змагань.
За молодіжну збірну загалом зіграв 15 матчів.

## Титули та досягнення
- Переможець Першої ліги Бельгії: 2014/15